# 西方世界

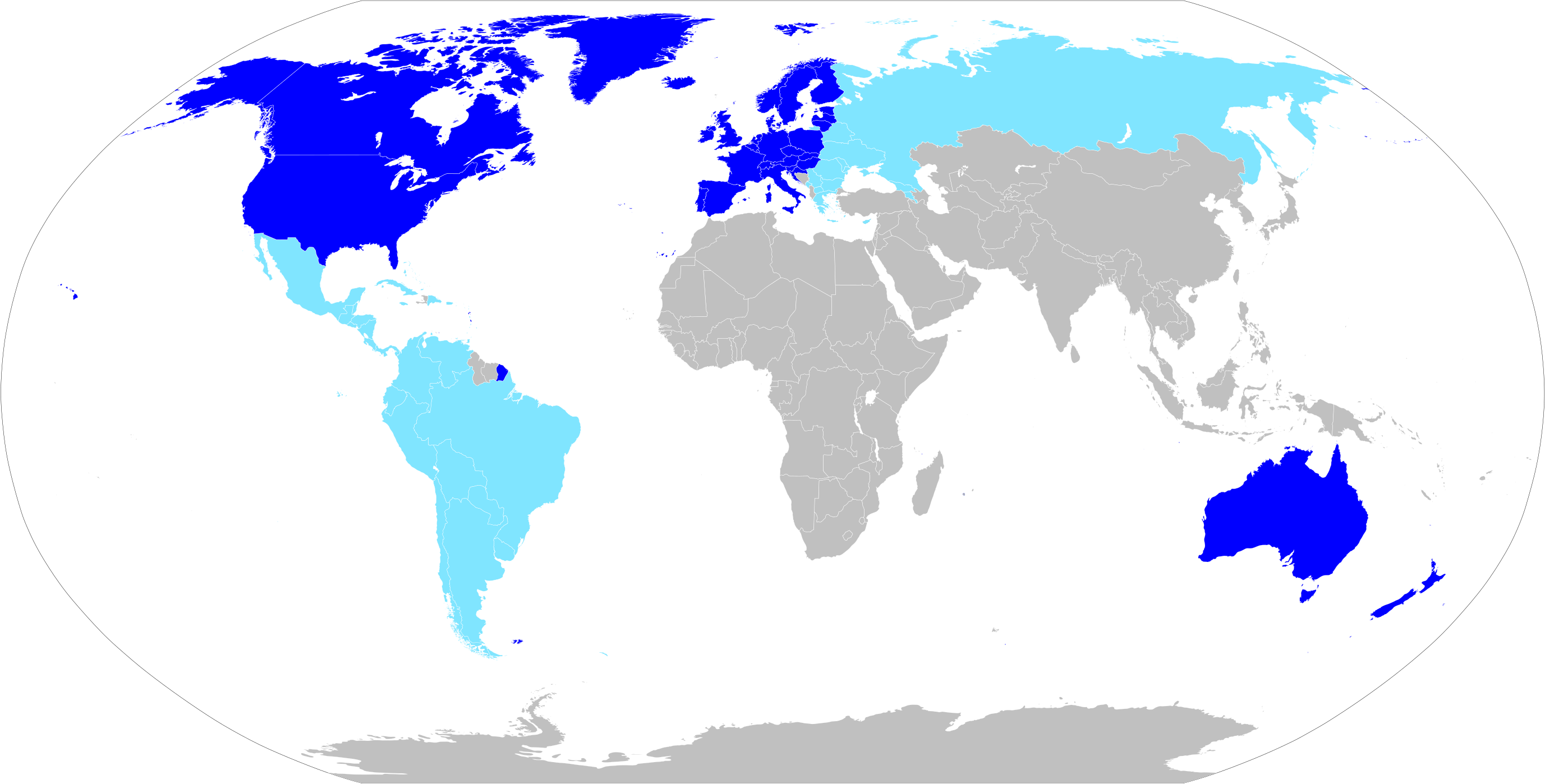
基於塞繆爾·P·亨廷頓著作《文明衝突論》繪製的西方世界示意圖。拉丁美洲、東歐另以綠松色繪製，根據該書的觀點，拉丁美洲既可說是西方世界的一部分，也可說是繼承自西方文明而與西方世界密切的獨特文明區塊

- 關於國際關係，請見「西方集團」。
- 關於佛教淨土，請見「極樂世界」。

西方世界（英語：Western World），也称西方国家（Western Countries）、西方文化区、西洋，在不同场合和不同时间有不同定义，主要指稱歐洲、北美洲、澳大拉西亞國家。有時候也稱為西方文明（Occident，字源為拉丁語），以與「東方文明」（Orient，字源為拉丁語）或「東方世界」來對比。这些国家文化、文字皆是一脉相承，惟地理上不一定位於「西方」，例如澳大利亞、新西蘭。
西方的概念根源於希臘文明、古罗马及後來的基督教文化，經由文艺复兴、宗教改革、啟蒙時代、通過帝国主义、殖民主义、科學革命、工業革命擴張形成當今西方世界。冷战時期，西方的觀點確立於深受自由主義思想影響，反對共產主義资本主義國家，形成反共陣營，有別於政治經濟方面不同歐洲共產主義國家。這個詞原本字面意思是一個地理概念，15世紀以來西歐人相對於將看到西亚、南亚、东亚當作東方。在當代文化含義裡，這句西方世界除包括歐洲也包括歐洲殖民時期源自大量歐洲的祖先人口移民至北美洲、大洋洲國家。西方世界也是古代中国人以中国为中心一个地理概念，现代用法则与“西方世界”同义，明朝初期以婆罗洲中间为界，以东称为东洋，以西称为西洋，故过去所称南海之处，明朝称为东洋、西洋，且暹罗湾之海，称为“涨海”。

## 簡介
西方文化是由許多古老、偉大西亞文明所影響形成的，像腓尼基、苏美尔、巴比伦对后来古希腊、古罗马文明产生一定影响。西方文明最初起源於地中海盆地及其附近，古希腊經常被引用作為起源地之一。隨著時間推移，第1波擴張伴隨羅馬帝國征服並傳播至整個地中海沿岸地區、黑海南方沿岸地區，第2波擴張是基督教傳播，英格兰基督教化（公元5世紀）、保加利亚基督教化（公元9世紀）、基辅罗斯基督教化（烏克蘭、俄羅斯，公元10世紀）、北歐基督教化（公元12世紀）、立陶宛基督教化（公元14世紀），促使整個歐洲進入西方基督教文化。歷史學家卡羅爾·奎格利在文明的演進 主張西方基督教文化大約誕生於公元500年，在西羅馬帝國滅亡後，留下文化真空反而帶來新穎思想蓬勃發展，這在古典時代是絕不可能產生。在西羅馬帝國滅亡至文藝復興之間，西歐經歷第1次大幅衰退，然後適應、調整、再次發展物質、技術、政治。這整個時期一千年並被稱為中世纪，初期形成黑暗時代，後期促成文艺复兴在歷史上反思觀點、自我形象。倖存東羅馬帝國、基督教堂的各個機構在中古時期部分保留了羅馬帝國時期知識。歐洲也極大地擴大透過阿拉伯輸入中國、印度新技術。文艺复兴以來，歐洲發展超越希臘文明、羅馬帝國、伊斯蘭世界影響，由於商業、科學、工业革命，使西歐殖民帝國在20世紀中期一度統治世界人民廣大地區。這種擴張也使基督教傳播擴展至全世界，使基督教成為世界第1大宗教。

## 定義
西方世界被認為是歐洲、北美（美國、加拿大2國）、大洋洲（澳洲、紐西蘭2國），即是人口以白人為主、具基督教文化、西方文化背景國家，亦有認為信奉基督公教為主的拉丁美洲國家、信奉猶太教的以色列、以希腊为代表的东正教国家也屬於西方世界。由于文化问题，在这种情况下将俄罗斯（与希腊同属东正教文化圈）、拉丁美洲、菲律宾、以色列、南非包括在内仍存在争议。

## 被認為屬於西方世界的國家和地區列表
| 旗帜               | 国家和地区           | 首都               | 备注               |
| ------------------ | -------------------- | ------------------ | ------------------ |
| 欧洲联盟           | 欧洲联盟             | 布鲁塞尔           | 欧盟成员国         |
| 英国               | 亞克羅提利與德凱利亞 | 埃皮斯科皮兵营     | 英国海外领地       |
| 奥兰               | 奥兰群岛             | 玛丽港             | 芬兰行政区划       |
| 阿尔巴尼亚         | 阿爾巴尼亞           | 地拉那             | 阿爾巴尼亞行政区划 |
| 安道尔             | 安道尔               | 安道尔城           |                    |
| 奥地利             | 奥地利               | 维也纳             |                    |
| 比利时             | 比利时               | 布鲁塞尔           |                    |
| 保加利亚           | 保加利亚             | 索菲亞             |                    |
| 克罗地亚           | 克罗地亚             | 萨格勒布           |                    |
| 賽普勒斯           | 賽普勒斯             | 尼科西亚           |                    |
| 捷克               | 捷克                 | 布拉格             |                    |
| 丹麦               | 丹麦                 | 哥本哈根           |                    |
| 爱沙尼亚           | 爱沙尼亚             | 塔林               |                    |
| 法罗群岛           | 法罗群岛             | 托尔斯港           | 丹麦行政区划       |
| 芬兰               | 芬兰                 | 赫尔辛基           |                    |
| 法國               | 法国                 | 巴黎               |                    |
| 德国               | 德国                 | 柏林               |                    |
| 直布罗陀           | 直布罗陀             | 直布罗陀           | 英国海外领土       |
| 希腊               | 希腊                 | 雅典               |                    |
| 根西               | 根西岛               | 圣彼得港           | 英国皇家属地       |
| 匈牙利             | 匈牙利               | 布达佩斯           |                    |
| 冰岛               | 冰岛                 | 雷克雅未克         |                    |
| 爱尔兰             | 爱尔兰               | 都柏林             |                    |
| 曼島               | 马恩岛               | 道格拉斯           | 英国皇家属地       |
| 義大利             | 意大利               | 罗马               |                    |
| 澤西               | 泽西岛               | 圣赫利尔           | 英国皇家属地       |
| 科索沃             | 科索沃               | 普里什蒂納         | 科索沃行政區劃     |
| 拉脫維亞           | 拉脱维亚             | 里加               |                    |
| 列支敦斯登         | 列支敦士登           | 瓦杜兹             |                    |
| 立陶宛             | 立陶宛               | 维尔纽斯           |                    |
| 卢森堡             | 卢森堡               | 卢森堡市           |                    |
| 马耳他             | 马耳他               | 瓦莱塔             |                    |
| 摩尔多瓦           | 摩爾多瓦             | 基希涅夫           |                    |
| 摩纳哥             | 摩纳哥               | 摩纳哥城           |                    |
| 蒙特內哥羅         | 蒙特內哥羅           | 波德戈里察         |                    |
| 荷兰               | 荷兰                 | 阿姆斯特丹         |                    |
| 北馬其頓           | 北马其顿             | 斯科普里           |                    |
| 挪威               | 挪威                 | 奥斯陆             |                    |
| 波兰               | 波兰                 | 华沙               |                    |
| 葡萄牙             | 葡萄牙               | 里斯本             |                    |
| 羅馬尼亞           | 羅馬尼亞             | 布加勒斯特         |                    |
| 塞尔维亚           | 塞爾維亞             | 貝爾格勒           |                    |
| 圣马力诺           | 圣马力诺             | 圣马力诺           |                    |
| 斯洛伐克           | 斯洛伐克             | 布拉迪斯拉发       |                    |
| 斯洛文尼亚         | 斯洛文尼亚           | 卢布尔雅那         |                    |
| 西班牙             | 西班牙               | 马德里             |                    |
| 挪威               | 斯瓦巴               | 隆雅市             | 挪威屬地           |
| 瑞典               | 瑞典                 | 斯德哥尔摩         |                    |
| 瑞士               | 瑞士                 | 伯尔尼             |                    |
| 英国               | 英国                 | 伦敦               |                    |
| 梵蒂冈             | 梵蒂冈               | 梵蒂冈             |                    |
| 美屬薩摩亞         | 美属萨摩亚           | 帕果帕果           | 美国行政区划       |
| 澳大利亚           | 澳大利亚             | 堪培拉             |                    |
| 美国               | 贝克岛               |                    | 美国行政区划       |
| 圣诞岛             | 圣诞岛               | 飛魚灣             | 澳大利亚行政区划   |
| 科科斯（基林）群島 | 科科斯（基林）群岛   | 西島               | 澳大利亚行政区划   |
| 库克群岛           | 库克群岛             | 阿瓦鲁阿           | 新西兰行政区划     |
| 法屬玻里尼西亞     | 法屬玻里尼西亞       | 帕皮提             | 法国海外领地       |
| 關島               | 關島                 | 阿加尼亚           | 美国行政区划       |
| 美国               | 豪兰岛               |                    | 美国行政区划       |
| 美国               | 贾维斯岛             |                    | 美国行政区划       |
| 美国               | 约翰斯顿岛           |                    | 美国行政区划       |
| 美国               | 金曼礁               |                    | 美国行政区划       |
| 美国               | 中途岛               |                    | 美国行政区划       |
| 新喀里多尼亞       | 新喀里多尼亚         | 努美阿             | 法国行政区划       |
| 新西兰             | 新西兰               | 惠灵顿             |                    |
| 紐埃               | 纽埃                 | 阿洛菲             | 新西兰行政区划     |
| 诺福克岛           | 诺福克岛             | 金斯敦             | 澳大利亚行政区划   |
| 北马里亚纳群岛     | 北马里亚纳群岛       | 塞班               | 美国行政区划       |
| 美国               | 巴尔米拉环礁         |                    | 美国行政区划       |
| 皮特凯恩群岛       | 皮特凯恩群岛         | 亚当斯敦           | 英国海外领土       |
| 威克島             | 威克岛               | 威克岛             | 美国行政区划       |
| 瓦利斯和富圖納     | 瓦利斯和富图纳群岛   | 马塔乌图           | 法国海外领地       |
| 安圭拉             | 安圭拉               | 山谷市             | 英国海外领地       |
| 阿魯巴             | 阿鲁巴               | 奥拉涅斯塔德       | 荷兰王国行政区划   |
| 百慕大             | 百慕大               | 汉密尔顿           | 英国海外领地       |
| 博奈尔             | 波内赫               | 克拉伦代克         | 荷兰行政区划       |
| 英屬維爾京群島     | 英属维尔京群岛       | 罗德城             | 英国海外领地       |
| 加拿大             | 加拿大               | 渥太华             |                    |
| 開曼群島           | 开曼群岛             | 乔治敦             | 英国海外领地       |
| 法國               | 克利珀顿岛           | 克利珀顿岛         | 法国行政区划       |
| 库拉索             | 库拉索               | 威廉斯塔德         | 荷兰王国行政区划   |
| 格陵兰             | 格陵兰               | 努克               | 丹麦行政区划       |
| 蒙特塞拉特         | 蒙特塞拉特           | 普利茅斯           | 英国海外领土       |
| 美国               | 纳瓦萨岛             | 纳瓦萨岛           | 美国行政区划       |
| 波多黎各           | 波多黎各             | 圣胡安             | 美国行政区划       |
| 薩巴               | 萨巴                 | 博坦               | 荷兰行政区划       |
| 法國               | 圣巴泰勒米           | 古斯塔维亚         | 法国海外领地       |
| 法國               | 法屬聖馬丁           | 马里戈特           | 法国海外领地       |
| 法國               | 圣皮埃尔和密克隆群岛 | 圣皮埃尔           | 法国海外领地       |
| 圣尤斯特歇斯       | 圣尤斯特歇斯         | 奥腊涅斯塔德       | 荷兰行政区划       |
| 荷屬聖馬丁         | 荷屬聖馬丁           | 菲利普斯堡         | 荷兰行政区划       |
| 特克斯和凯科斯群岛 | 特克斯和凯科斯群岛   | 科伯恩城           | 英国海外领地       |
| 美国               | 美国                 | 华盛顿哥伦比亚特区 |                    |
| 美屬維爾京群島     | 美属维尔京群岛       | 夏洛特阿马利亚     | 美国行政区划       |